# 香川県道176号檀紙鶴市線
香川県道176号檀紙鶴市線（かがわけんどう176ごう だんしつるいちせん）は、香川県高松市を通る一般県道である。

## 概要
全線が片側2車線で、高松市西部を南北に貫いている。産業道路の通称で知られる。

### 路線データ
- 起点：香川県高松市檀紙町（檀紙交差点、国道11号交点、香川県道178号山崎御厩線終点）
- 終点：香川県高松市鶴市町（香川県道175号衣掛郷東線交点）
- 総延長：4.148 km

## 路線状況

### 名称・愛称
- 産業道路（高松市）

### 都市計画道路指定
- 高松市

郷東岡本線の一部　郷東町南交差点 - 檀紙交差点

## 地理

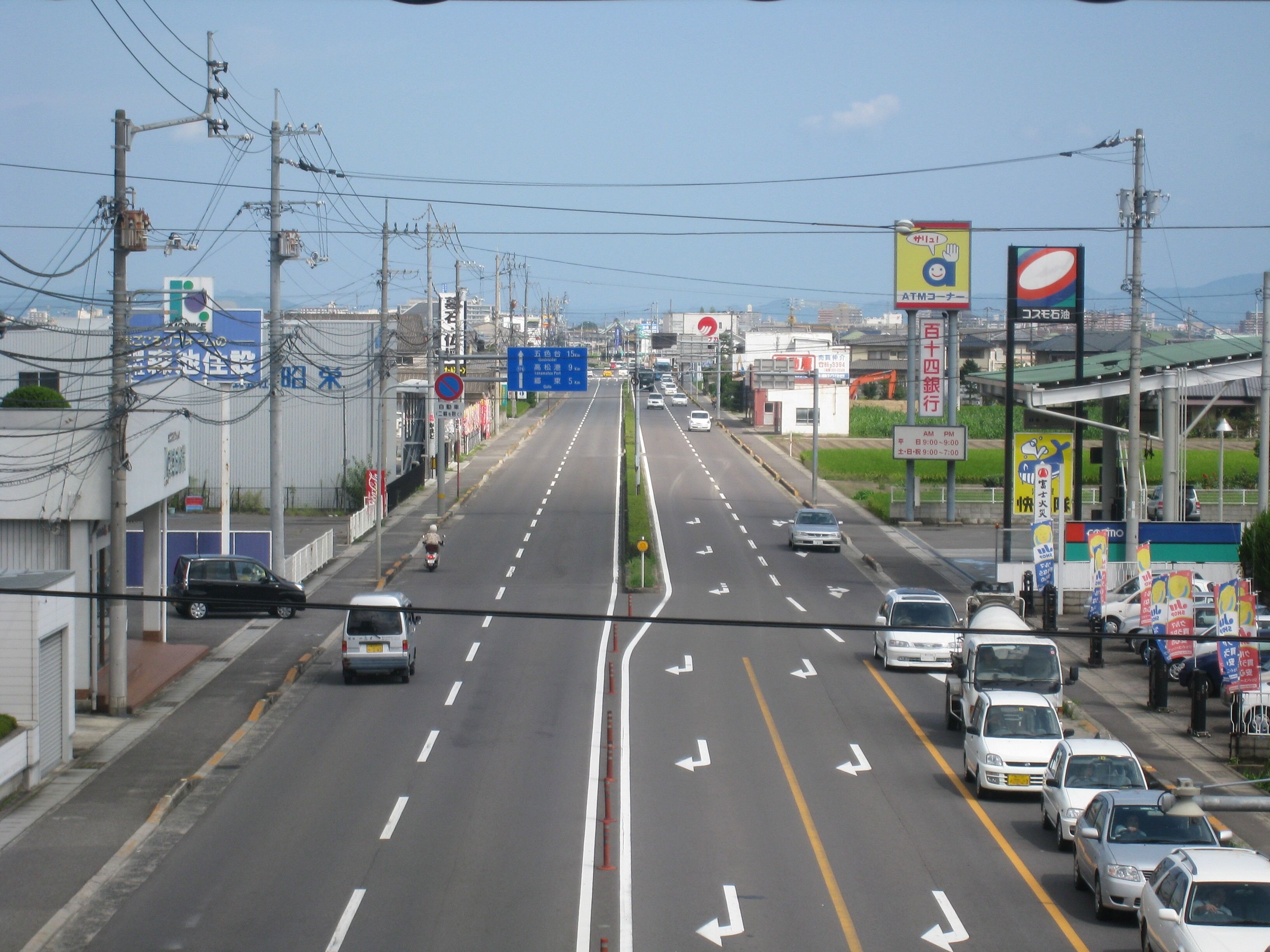
檀紙交差点付近

### 通過する自治体
- 高松市

### 交差する道路
| 交差する道路                     | 交差する場所 | 交差する場所      |
| -------------------------------- | ------------ | ----------------- |
| 国道11号 香川県道178号山崎御厩線 | 檀紙町       | 檀紙交差点 / 起点 |
| 高松市道木太鬼無線               | 鶴市町       |                   |
| 香川県道175号衣掛郷東線          | 鶴市町       | 終点              |

### 沿線
- 高松市立弦打小学校